# ブリトン・ハデン

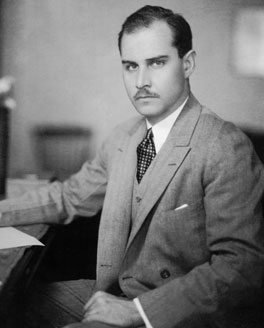
ブリトン・ハデン（1928年）

ブリトン・ハデン（Briton Hadden、1898年2月18日 - 1929年2月27日）は、アメリカ合衆国の雑誌編集者である。ヘンリー・ルースとともに『タイム』を創刊した。
彼は『タイム』誌の初代編集長であり、「タイムスタイル」と呼ばれる『タイム』誌独特の文体を生み出した。彼は31歳で亡くなったが、彼は当時最も影響力のある若手ジャーナリストの一人であり、ジャズ・エイジの象徴的な人物であると考えられていた。

## 若年期
1898年2月18日にブルックリンで生まれた。ブルックリンのポリ・プレップで、彼の編集者としての道が始まった。彼は、学校誌『ポリ・プレップ』(Poly Prep)に寄稿する傍ら、『デイリー・グロンク』(The Daily Glonk)という手書きのアングラ新聞を作ってクラスメイトに配布した。コネチカット州のホチキス・スクールに転校し、ここで生涯のパートナーとなるヘンリー・ルースと初めて出会った。ハデンは学校新聞の編集長に、ルースは編集長補佐に選ばれた。
2人はイェール大学に進学し、学生新聞『イェール・デイリー・ニュース』の編集部員となった。後に同紙の会長を2回（1917-1918年と1919-1920年）務めた。2回目の時にはルースが編集長を務めた。在学中、ハデンはフラタニティ組織デルタ・カッパ・イプシロンと秘密結社スカル・アンド・ボーンズのメンバーでもあった:150。大学が休みの間、2人はサウスカロライナ州のキャンプ・ジャクソンで予備役将校訓練課程(RTOC)の士官候補生としての訓練を受けた。その頃から、2人はその週の全てのニュースを簡潔で読みやすいダイジェストに凝縮した雑誌を作るというアイデアを議論し始めていた。

## 初期のキャリア
1920年にイェール大学で学士号を取得した後、ハデンは『ニューヨーク・ワールド』紙の記者となり、ニューヨークで最も有名で実績のある新聞編集者の一人であるハーバート・ベイヤード・スウォープの指導を受けた。1921年後半、『シカゴ・デイリーニュース』を解雇されたルースに手紙を書き、『ボルチモア・ニュース・アメリカン』紙への就職を提案した。ボルチモアでは、2人は夜を徹してニュース雑誌のアイデアに取り組んだ。当初は雑誌の名前を『ファクツ』(Facts)にする予定だった。

## 『タイム』誌の創刊
1923年、ハデンとルースは、ロバート・リヴィングストン・ジョンソンと、もう一人のイェール大学の同級生とパートナーを組み、『タイム』誌を共同で創刊した。ルースはビジネスマネージャーを務め、ハデンが編集長を務めた。ルースとハデンは社長と会計秘書を毎年交互に務め、ジョンソンは副社長と広告部長を務めた。
創刊当初は元ビール醸造所だった廃墟で編集が行われ、1925年にクリーブランドに移り、1927年にニューヨークに戻った。翌年の1年と数ヶ月間、『タイム』誌と『ザ・ニューヨーカー』誌はマンハッタンの45番街西25番地の同じビルで編集を行っていた。1920年代の主要な雑誌編集者であるブリトン・ハデンとハロルド・ロスが同じビルで働いていたのである。

## 死去
1928年12月、ハデンは病気になり、その2ヶ月後に亡くなった。緑色連鎖球菌により敗血症が引き起こされ、最終的には心不全に陥った。生前、ハデンは遺言書に署名したが、その遺言書では、ハデンが保有するタイム社の株式の全てを母親に相続させ、49年間は家族が株式を売却することを禁じていた。ハデンの死後1年以内に、ルースはシンジケートを結成し、ハデンが持っていた株を手に入れることに成功した。

## その後
ルースは彼の死から2週間以内に『タイム』誌の発行人欄からハデンの名前を消した。それから38年間、ルースは世界中で300回以上の講演を行ったが、その中でハデンについて言及したのは4回だけだった。ルースはハデンの原稿を管理するようになり、それをタイム社内で保管し、ルースが生きている間は社外の者が閲覧することは許されなかった。ルースは生涯を通じて、公の場での講演や『タイム』誌の中で、ハデンのアイデアが自分の功績であるかのように繰り返し主張した。
ルースはタイム社の成長を指揮し、イェール大学のあるコネチカット州ニューヘイブンのヨークストリート202番地に建設されたビルの建設資金を寄付した。このビルは現在、ブリトン・ハデン記念ビル(Briton Hadden Memorial Building)と呼ばれている。